# Saurashtra
Saurashtra (em gujarati:  સૌરાષ્ટ્ર, em hindi:  सौराष्ट्र) é uma região do oeste da Índia, localização no Mar da Arábia na costa marítima do estado de Gujarat. Ela está na península chamada de Kathiawar depois da costa de Kathi Darbar onde é formada a constituição. A península também está junto da região de Kachchh, que é ocupado pelo norte, e Saurashtra é formada na parte sudeste.